# NXT UK Heritage Championship
NXT UK Heritage Cup là một chức vô địch đấu vật chuyên nghiệp được tạo ra và quảng bá bởi công ty đấu vật chuyên nghiệp Hoa Kỳ WWE. Đai được bảo vệ với thương hiệu NXT UK, một thương hiệu cùng dòng của NXT có trụ sở tại Vương quốc Anh. Theo tiết lộ vào ngày 10 tháng 9 năm 2020, đai được bảo vệ giống như bất kỳ đai vô địch nào khác nhưng có một quy định đặc biệt, trong đó tất cả các trận đều diễn ra theo quy tắc British Rounds Rules. Nhà vô địch đầu tiên là A-Kid. Còn nhà vô địch hiện tại là Tyler Bate — người có lần đầu giành đai này.

## Lịch sử
Vào ngày 10 tháng 9 năm 2020, WWE thông báo sẽ khởi động lại thương hiệu NXT UK, sau khi quá trình sản xuất bị gián đoạn kể từ tháng 3 cùng năm do ảnh hưởng của Đại dịch COVID-19. Cùng với việc khởi động lại, chương trình cũng công bố đai NXT UK Heritage Cup và xác định ra nhà vô địch NXT UK Heritage Cup Championship đầu tiên thông qua một giải đấu.
Chỉ có 7 trong 8 đối thủ tại giải đấu được tiết lộ trong lần công bố đầu tiên, bao gồm "Flash" Morgan Webster, Noam Dar, Alexander Wolfe, A-Kid, Dave Mastiff, Trent Seven và Joseph Conners. Đối thủ thứ 8 sẽ được xác định vào ngày 1 tháng 10 trong NXT UK trong trận triple threat match, và Kenny Williams đã đánh bại Ashton Smith và Amir Jordan để trở thành đấu sĩ cuối cùng tham gia giải đấu. Giải đấu bắt đầu vào ngày 1 tháng 10 và diễn ra thường xuyên trong NXT UK. Trận chung kết được phát sóng vào ngày 26 tháng 11, mà A-Kid đánh bại Trent Seven để trở thành nhà vô địch đầu tiên (không rõ ngày chính xác A-Kid giành đai).
Không giống như các đai vô địch khác trong WWE (và đấu vật chuyên nghiệp nói chung), NXT UK Heritage Cup là một chiếc cúp thay vì là một chiếc đai như truyền thống. Cúp được bảo vệ giống như bất kỳ đai vô địch nào khác, nhưng tất cả các trận đấu đều diễn ra theo quy tắc British Rounds Rules.

### British Rounds Rules
- Các trận đấu bao gồm sáu hiệp ba phút với 20 giây nghỉ giữa mỗi hiệp.
- Các trận đấu theo kiểu trận 2 out trong 3 hiệp.
- Đô vật có thể giành chiến thắng bằng cách đè đếm,đòn khoá hoặc loại trực tiếp.
- Khi một đô vật thua, trận đấu sẽ kết thúc
- Trận đấu kết thúc chỉ khi một đô vật giành chiến thắng 2 hiệp.
- Trong trường hợp bị truất quyền thi đấu hoặc knockout, trận đấu kết thúc ngay lập tức mà không cần diễn ra quá 2 hiệp.
- Nếu thi đấu hết sáu hiệp, ai có tổng số hiệp thắng nhiều nhất sẽ trở thành người chiến thắng.[2]

### Giải đấu tìm ra nhà vô địch đầu tiên
|  | Vòng tứ kết NXT UK phát sóng: 1–22 tháng 10 năm 2020 | Vòng tứ kết NXT UK phát sóng: 1–22 tháng 10 năm 2020 | Vòng tứ kết NXT UK phát sóng: 1–22 tháng 10 năm 2020 |             |              | Vòng bán kết NXT UK phát sóng: 5–12 tháng 11 năm 2020 | Vòng bán kết NXT UK phát sóng: 5–12 tháng 11 năm 2020 | Vòng bán kết NXT UK phát sóng: 5–12 tháng 11 năm 2020 |  |  | Chung kết NXT UK phát sóng: 26 tháng 11 năm 2020 | Chung kết NXT UK phát sóng: 26 tháng 11 năm 2020 | Chung kết NXT UK phát sóng: 26 tháng 11 năm 2020 |  |
|  |                                                      |                                                      |                                                      |             |              |                                                       |                                                       |                                                       |  |  |                                                  |                                                  |                                                  |  |
|  | Alexander Wolfe                                      | Alexander Wolfe                                      | 1                                                    |             |              |                                                       |                                                       |                                                       |  |  |                                                  |                                                  |                                                  |  |
|  | Alexander Wolfe                                      | Alexander Wolfe                                      | 1                                                    |             |              |                                                       |                                                       |                                                       |  |  |                                                  |                                                  |                                                  |  |
|  | Noam Dave Bautista                                   | Noam Dave Bautista                                   | 2                                                    |             |              |                                                       |                                                       |                                                       |  |  |                                                  |                                                  |                                                  |  |
|  | Noam Dave Bautista                                   | Noam Dave Bautista                                   | 2                                                    |             | Noam Dar     | Noam Dar                                              | 1                                                     |                                                       |  |  |                                                  |                                                  |                                                  |  |
|  |                                                      |                                                      |                                                      |             | Noam Dar     | Noam Dar                                              | 1                                                     |                                                       |  |  |                                                  |                                                  |                                                  |  |
|  |                                                      |                                                      | A-Kid                                                | A-Kid       | 2            |                                                       |                                                       |                                                       |  |  |                                                  |                                                  |                                                  |  |
|  | A-Kid                                                | A-Kid                                                | A-Kid                                                | A-Kid       | 2            | 2                                                     |                                                       |                                                       |  |  |                                                  |                                                  |                                                  |  |
|  | A-Kid                                                | A-Kid                                                |                                                      |             |              |                                                       |                                                       |                                                       |  |  |                                                  |                                                  |                                                  |  |
|  | Flash Morgan Webster                                 | Flash Morgan Webster                                 | 1                                                    |             |              |                                                       |                                                       |                                                       |  |  |                                                  |                                                  |                                                  |  |
|  | Flash Morgan Webster                                 | Flash Morgan Webster                                 | 1                                                    |             | A-Kid        | A-Kid                                                 | 2                                                     |                                                       |  |  |                                                  |                                                  |                                                  |  |
|  |                                                      |                                                      |                                                      |             |              |                                                       |                                                       |                                                       |  |  |                                                  |                                                  |                                                  |  |
|  |                                                      |                                                      | Trent Seven                                          | Trent Seven | 1            |                                                       |                                                       |                                                       |  |  |                                                  |                                                  |                                                  |  |
|  | Dave Mastiff                                         | Dave Mastiff                                         | Trent Seven                                          | Trent Seven | 1            | KO                                                    |                                                       |                                                       |  |  |                                                  |                                                  |                                                  |  |
|  | Dave Mastiff                                         | Dave Mastiff                                         |                                                      |             |              |                                                       |                                                       |                                                       |  |  |                                                  |                                                  |                                                  |  |
|  | Joseph Conners                                       | Joseph Conners                                       | —                                                    |             |              |                                                       |                                                       |                                                       |  |  |                                                  |                                                  |                                                  |  |
|  | Joseph Conners                                       | Joseph Conners                                       | —                                                    |             | Dave Mastiff | Dave Mastiff                                          | 1                                                     |                                                       |  |  |                                                  |                                                  |                                                  |  |
|  |                                                      |                                                      |                                                      |             | Dave Mastiff | Dave Mastiff                                          | 1                                                     |                                                       |  |  |                                                  |                                                  |                                                  |  |
|  |                                                      |                                                      | Trent Seven                                          | Trent Seven | 2            |                                                       |                                                       |                                                       |  |  |                                                  |                                                  |                                                  |  |
|  | Trent Seven                                          | Trent Seven                                          | Trent Seven                                          | Trent Seven | 2            | 2                                                     |                                                       |                                                       |  |  |                                                  |                                                  |                                                  |  |
|  | Trent Seven                                          | Trent Seven                                          |                                                      |             |              |                                                       |                                                       |                                                       |  |  |                                                  |                                                  |                                                  |  |
|  | Kenny Williams                                       | Kenny Williams                                       | 1                                                    |             |              |                                                       |                                                       |                                                       |  |  |                                                  |                                                  |                                                  |  |

1. ↑  Pete Dunne là khách mời đặc biệt trong trận đấu

## Các nhà vô địch
Lưu ý: Trừ khi quy tắc có thay đổi, còn lại thì tất cả các trận đấu đều diễn ra theo quy tắc British Rounds Rules.
| Thứ tự                 | Tổng số nhà vô địch giành đai được liệt kê              |
| Lần                    | Số lần nhà vô địch giành đai được liệt kê               |
| Số ngày                | Số ngày nhà vô địch giữ đai                             |
| Số ngày được công nhận | Số ngày nhà vô địch giữ đai được chương trình công nhận |
| +                      | Số ngày giữ đai của các nhà vô địch vẫn đang diễn ra    |

| Thứ tự | Đô vật     | Ngày                 | Sự kiện | Địa điểm      | Lần | Số ngày được công nhận | Ghi chú | Tham khảo |
| ------ | ---------- | -------------------- | ------- | ------------- | --- | ---------------------- | --- | --------- |
| 1      | A-Kid      | 26 tháng 11 năm 2020 | NXT UK  | Luân Đôn, Anh | 1   | N/A                    | Đánh bại Trent Seven 2–1 trong trận chung kết giải đấu để trở thành nhà vô địch đầu tiên. WWE công nhận A-Kid giữ đai từ ngày 26 tháng 10 năm 2020 đến ngày 20 tháng 5 năm 2021, khi các trận đấu của chương trình được phát sóng. Ngày trận đấu diễn ra thực sự vẫn chưa được xác định. | [ 13 ]    |
| 2      | Tyler Bate | 20 tháng 5 năm 2021  | NXT UK  | Luân Đôn, Anh | N/A | 66+                    | Thắng 1–0. WWE công nhận anh giữ đai kể từ vào ngày 20 tháng 5 năm 2021, khi trận đấu anh giành đai được phát sóng. Ngày thực sự trận đấu diễn ra vẫn chưa được xác định. | [ 14 ]    |